# 花柳はるみ
花柳 はるみ（はなやぎ はるみ、明治29年（1896年）2月24日 - 昭和37年（1962年）10月11日）は、日本の女優である。本名は糟谷 いし（かすや いし）。「築地小劇場」で知られる新劇の女優であり、
「日本映画の女優第1号」として知られる。

## 来歴・人物

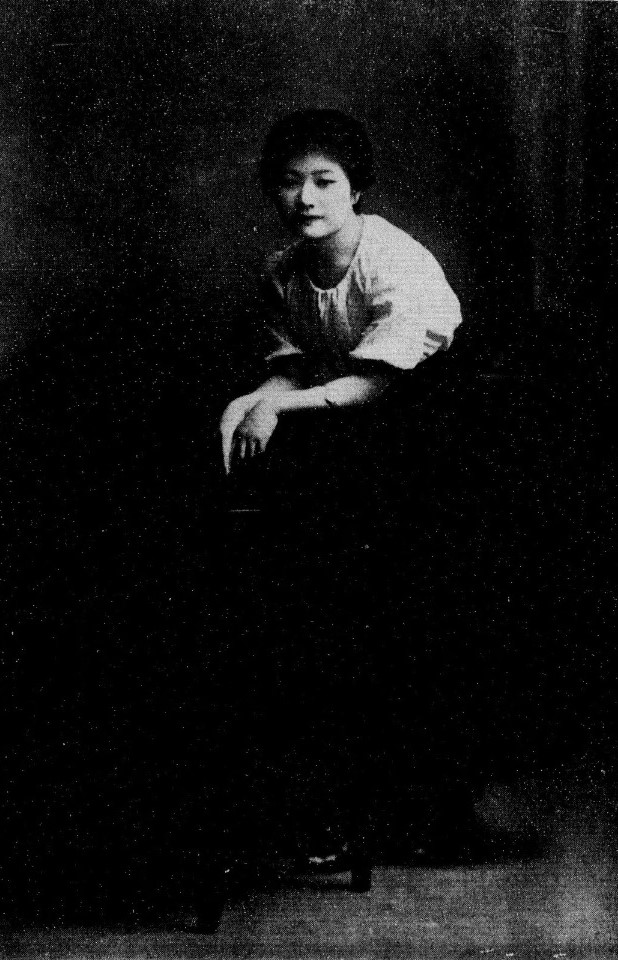
1919年頃

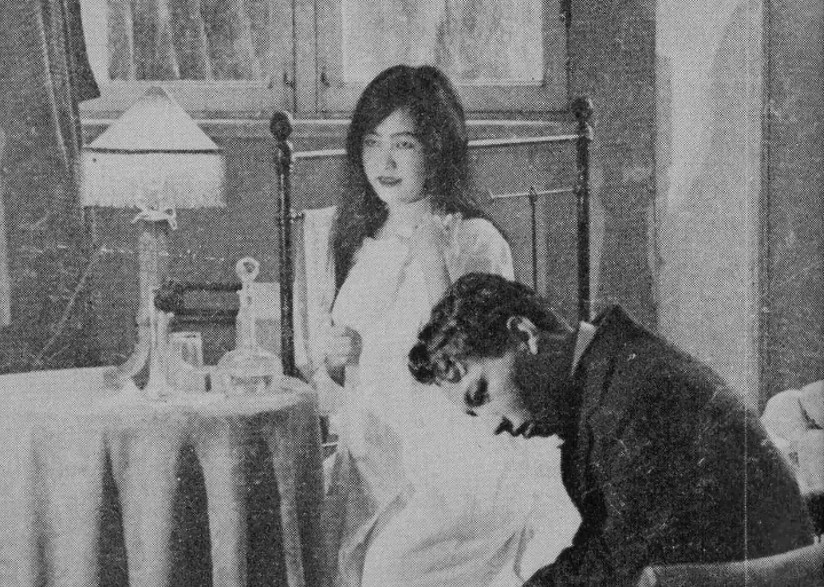
『生の輝き』（1919年）

1896年（明治29年）2月24日、茨城県鹿島郡豊津村大船津（現鹿嶋市大船津）に生まれる。上京し、東京市立麹町高等女学校（現・麹町学園女子高等学校）を卒業。
第一期研究生として、1913年（大正2年）に島村抱月、松井須磨子の「芸術座」に参加、1915年（大正4年）、ツルゲーネフの『その前夜』で舞台女優としてデビュー。
1919年（大正8年）、23歳のとき、「天然色活動写真」（天活）の社員であり、映画評論誌「キネマレコード」同人の映画理論家、帰山教正の実験作『深山の乙女』および『生の輝き』（いずれも現代劇）に、村田実、青山杉作、近藤伊与吉といった新劇の劇団「踏路社」の主要メンバーとともに参加、主演に抜擢される。両作は、同年9月13日に同日公開された。
帰山は第3作『白菊物語』から「映画芸術協会」を名乗り、日本最初の芸術映画プロダクションとして活動を開始。従来の映画界の歌舞伎同様の「女形」を排し、「女優」を初めてスクリーンに映し出したことで、これらの帰山作品は歴史に名を残すこととなる。
映画女優としては帰山監督作3本に主演（1919年 - 1920年）、1920年に村田が根津新とともに移籍していた松竹蒲田撮影所で、1921年、村田の映画監督転向第4作『奉仕の薔薇』に主演、同作は同年7月21日に公開される。また同年、高松豊次郎の「活動写真資料研究会」で山根幹人監督の『収穫』に主演、11月21日に「浅草大東京」ほかで公開する。映画出演はこの5本のみ、すべて無声映画の時代であった。
畑中蓼坡の「新劇協会」に参加、帝国ホテル演芸場などの舞台に立つ。1924年（大正13年）の土方与志と小山内薫の「築地小劇場」に参加。1928年（昭和3年）末の小山内の急逝をもって同劇団は分裂へ向かう。当時デビューした原泉に旧芸名「原泉子」を命名したのははるみである。
またそのころ、愛知県知多郡常滑町（現常滑市）の実業家の瀧田英二と結婚。長男文彦、長女あゆちをもうける。文彦は東京大学仏文科を卒業、のちに同大教養学部教授となり翻訳家としてボリス・ヴィアンやレイモン・クノーの翻訳で知られ、あゆちは東京大学法学部を卒業、日本航空に入社、日本のキャリアウーマンの先駆的な存在となった。
1962年（昭和37年）10月11日、死去。満66歳没。
はるみが嫁いだ家は、2000年（平成12年）に市の指定文化財となり、「廻船問屋瀧田家」（常滑市栄町4丁目75番地）として復元、有料公開されている。

## フィルモグラフィ
- 『深山の乙女』 （大正8年9月） : 監督・脚本・撮影帰山教正、原作水沢武彦（帰山教正）、撮影助手青島順一郎、字幕野川達、共演村田実、近藤伊与吉、青山杉作
- 『生の輝き』 （大正8年9月） : 監督・脚本・出演帰山教正、原作水沢武彦、撮影大森勝、字幕野川達、助手鈴木照次郎、共演村田実、青山杉作、近藤伊与吉、夏川静江
- 『白菊物語』 （大正9年7月、映画芸術協会） : 監督・原作・脚本帰山教正、撮影・出演大森勝、字幕吉田謙吉、共演青山杉作、近藤伊与吉、村田実、吾妻光、白鳥絢子、饒平名紀芳、根津新
- 『奉仕の薔薇』 （大正10年、松竹蒲田撮影所） : 監督・原作・脚本村田実、撮影水谷文次郎、共演諸口十九、岩田祐吉、関根達発
- 『収穫』 （大正10年、活動写真資料研究会） : 監督・脚本山根幹人、共演中川信水、井上麗三、中井正橘、池田園子

## 関連事項
- 天然色活動写真 - 国際活映 - 帝国キネマ演芸
- 松竹キネマ - 松竹蒲田撮影所
- 活動写真資料研究会 - タカマツ・アズマプロダクション

## 参考書籍
- 戸板康二『物語近代日本女優史』、中央公論社、1980年 - 「花柳はるみ／久松喜世子」の項（p.111、中公文庫、1985年 ISBN 4122010691）
- 尾崎宏次『女優の系図』朝日新聞社、1964年